# Charles Traoré
Charles Traoré (Aulnay-sous-Bois, Francia, 1 de enero de 1992) es un futbolista maliense que juega de defensa y se encuentra sin equipo tras abandonar el S. C. Bastia. Es internacional con la selección de fútbol de Malí.

## Trayectoria
Traoré comenzó su carrera deportiva en el ESTAC Troyes, equipo con el que debutó de forma profesional, en Ligue 1, en agosto de 2015, en un partido frente al LOSC Lille.
El 31 de agosto de 2018 fichó por el F. C. Nantes, también de la Ligue 1.

## Selección nacional
Traoré es internacional con la selección de fútbol de Malí, con la que debutó el 27 de mayo de 2016, en un amistoso frente a la selección de fútbol de Nigeria.

## Clubes
| Club               | País    | Año       |
| ------------------ | ------- | --------- |
| E. S. Troyes A. C. | Francia | 2015-2018 |
| F. C. Nantes       | Francia | 2018-2023 |
| S. C. Bastia       | Francia | 2023-2025 |

## Palmarés

### Títulos nacionales
| Título          | Club         | País    | Año  |
| --------------- | ------------ | ------- | ---- |
| Copa de Francia | F. C. Nantes | Francia | 2022 |